# Veresa Toma
Veresa Toma (26 agosto 1981) è un ex calciatore figiano, di ruolo centrocampista.

## Carriera

### Club
Ha giocato nel campionato figiano, australiano, singaporiano e papuano.

### Nazionale
Ha collezionato 15 presenze e 10 reti in Nazionale.